# Francesco A. Schurr
Francesco A. Schurr (* 18. September 1972) ist ein deutscher Jurist und Universitätsprofessor. Seit 2009 ist er Inhaber des Lehrstuhls für Gesellschafts-, Stiftungs- und Trustrecht am Institut für Finanzdienstleistungen der Universität Liechtenstein sowie wissenschaftlicher Leiter des entsprechenden LLM-Programms.

## Leben
Nach seinem Studium der Rechtswissenschaften an den Universitäten Regensburg, Saarbrücken, Perugia und San Diego folgte die Promotion (Dissertation zum Unternehmensstiftungsrecht) und Habilitation (Habilitationsschrift zum Europäischen Verbraucherrecht) an der Leopold-Franzens-Universität Innsbruck. Dabei wurde ihm die venia legendi für Privatrecht und Privatrechtsvergleichung verliehen.
Vor seiner Berufung an die Universität Liechtenstein war Schurr als außerordentlicher Universitätsprofessor an der Rechtswissenschaftlichen Fakultät der Universität Innsbruck tätig und dort stellvertretender Leiter des Instituts für Italienisches Recht. Seit Abschluss seiner Habilitation im Jahre 2004 hatte Schurr zahlreiche Gast- und Vertragsprofessuren inne, z. B. an der Universität Padua (Italien), der Freien Universität Bozen (Italien), der Victoria University of Wellington (Neuseeland), der Cardiff University (Großbritannien), der Riga Graduate School (Lettland), der Universität Bukarest (Rumänien), der Universität Santiago de Compostela (Spanien) usw.
In seinen zahlreichen wissenschaftlichen Publikationen und Vorträgen setzt sich Schurr mit aktuellen Fragen des allgemeinen Zivilrechts, des Vertragsrechts, des Konsumentenschutzrechts, des Stiftungs- und Trustrechts, des Personen- und Kapitalgesellschaftsrechts sowie des europäischen und internationalen Privatrechts auseinander. Hierbei liegt der Schwerpunkt auf dem italienischen, deutschen, österreichischen und liechtensteinischen Recht. Bei zahlreichen Forschungsaufenthalten vertiefte Schurr das Trustrecht, so insbesondere in den USA, Australien, Neuseeland und Großbritannien.
Francesco A. Schurr ist in Italien und in Deutschland als Rechtsanwalt zugelassen.

## Mitgliedschaft in wissenschaftlichen Vereinigungen
- European Law Institute
- International Society for Third-Sector Research
- Wissenschaftliche Vereinigung für Unternehmens- und Gesellschaftsrecht
- Zivilrechtslehrervereinigung
- Gesellschaft für Rechtsvergleichung
- New Zealand Association of Comparative Law
- Deutscher Hochschulverband
- Associazione per gli scambi culturali tra giuristi italiani e tedeschi
- Society of Trust and Estate Practitioners (STEP)[10]